# سامانه مدیریت پایگاه داده ستون‌گرا
سامانه مدیریت پایگاه داده‌ها ٬پایگاه‌داده ای است که محتوایش را در قالب ستون، به جای سطر، ذخیره می‌نماید. این ویژگی برایِ انبار داده و کاتالوگ‌های کتابخانه که انبوهی از داده‌هایی با آیتم‌های مشابه محاسبه می‌گردند.
می‌توان به هر پایگاه‌داده‌ای به ویژگی‌های مفید ساختارهای ستون‌گرا و سطرگرا دست‌یافت. با در نظر گرفتن موضوع ستون‌گرایی، راحتی‌ِ استفاده و تمرکز بر روی بهینه‌سازی‌ِ نیز جز کارهایِ مربوط به ستون‌گرایی قرار می‌گیرند. روش ستون‌گرا با روش پایگاه داده‌های سطرگرا یا ذخیره‌سازی سطری، و همچنین پایگاه‌داده‌های ارتباط محور که مبتنی بر ساختار ذخیره‌سازی مبتنی بر مقدار است، در تقابل است.

## توضیح
در یک برنامۀ پایگاه‌داده الزامی است که داده‌هایش را در سامانه‌ای دوبعدی نمایش‌دهد. این دو بعد که در قالب یک جدول قرار می‌گیرند، ستون و سطر نام دارند. اما در ذخیره‌سازی در یگ سطر داده‌ها ذخیره می‌شوند. برای مثال، پایگاه‌داده‌ای دارای جدول زیر است.
| شماره‌ی‌کارمند | نام خانوادگی | نام   | حقوق  |
| ------------ | ------------ | ----- | ----- |
| ۱            | هدایتی       | سامان | ۴۰۰۰۰ |
| ۲            | موسوی        | فرشته | ۵۰۰۰۰ |
| ۳            | دانایی       | کوروش | ۴۴۰۰۰ |

این جدولِ ساده، شامل تنهای یک مشخصۀ کارمندی(شماره‌ی‌کارمند)، یک دامنۀ نام(شامل نام و نام‌خانوادگی) و یک دامنه برای حقوق (حقوق) است.
این جدول در حافظۀ رایانه(رم) و دیسک سخت قرار می‌گیرد. اگرچه رم و دیسک‌سخت، دارای سازوکاری متفاوتند، اما توسط سیستم‌عامل رایانه به صورت انتزاعی مورد استفاده قرار می‌گیرند. برای آنکه سیستم‌عاملی با سطح‌انتزاعی‌اش بتواند داده‌ها در رم و دیسک‌سخت یا هردو بنویسد، باید به جدولی دو بعدی، داده‌های در یک بعد ارسال گردند.
پایگاه‌دادۀ سطرگرا تمام مقادیر هرسطر را به صورت سری، به دنبال هم قطار می‌کند. یک خط به ازای هر سطر.
```
       ۱ ٬سامان هدایتی٬ ۴۰۰۰۰
       ۲، فرشته موسوی٬ ۵۰۰۰۰
       ۳، کوروش دانایی٬ ۴۴۰۰۰
```

پایگاه‌دادۀ ستون‌گرا، تمام مقادیر هر ستون را به صورت سری به دنبال هم می‌آورد. در سطرهای بعدی، این مقادیر هستد که به نوبت ذکر می‌شوند.
```
       ۱ ٬ ۲ ٬ ۳؛
       سامان، فرشته، کوروش؛
       هدایتی، موسوی، دانایی؛
       ۴۰۰۰۰ ٬ ۵۰۰۰۰۰ ٬ ۴۴۰۰۰۰؛
```

این امر باعث ساده‌سازی خواهدشد. تقسیم‌بندی ٬شاخص‌گذاری، ذخیره‌سازی کوتاه‌مدت(به انگلیسی: cashing) ٬دیدها٬ مکعب پردازش تحلیلی برخط و سامانه‌های تراکنشی به‌طور چشمگیری بر ساختارهایی فیزیکی ناثیر می‌گذارند. 

## برتری‌ها
در مقایسه بین سامانه‌ها ردیف‌گرا و ستون‌گرا موضوع اصلی دسترسی مؤثر به دیسک سخت است برای بارِ کاریِ داده‌شده است که در این میان زمان جستجو، به طبع دارای اهمیت بیشتری در میان سایر جستجوهای مربوط به دیسک است. گاهی اوقات دسترسی به یک مگابایت ار داده‌ای پشت‌سر هم مانند دسترسی از نوع تصادفی است یک زمان به طول می‌انجامد. اما از آنجا که طبق قانون مور، بهبود زمان جستجو کندتر از سرعت افزایش توان پردازندۀ مرکزی است، توجه به هارد دیسک برای افزایش سرعت جلب شده‌است. در ادامه تصویری از تفاوت‌ها این دو ساختار ارائه داده خواهد شد. البته باید توجه داشت که برنامه‌ها می‌توانند بخش اعظم یا حتی تمام داده‌ها خود را در حافظه مقیم کنند که مسلماً باعث بهبود چشمگیری از سوی پایگاه‌داده‌های مقیم حافظه
خواهدشد. 
1. سامانه‌های ستون‌گرا، در هنگام محاسبۀ مجموع تعدادی زیادی از ستون‌ها مؤثر است ولی باید این تعداد باید به صورتی قابل توجه، زیرمجموعه‌ای کوچکتر از تمام ستون‌های داده باشد. این بدان دلیل است که خواندن بخش از داده سریعتر از خواندن تمام داده‌هاست.
2. سامانه‌های ستون‌گرا، در هنگام اضافه شدن یک ستون به همۀ داده‌ها بسیار موثرتر است. چرا که فارغ از سایر سطرها قابل اضافه شدن است و هنگامی که تعداد ستون‌ها نسبتاً کم است، کل ستون را می‌توان با جستجو بازیابی نمود.
3. سامانه‌های سطر گرا، در هنگام اضافه‌شدن یک ستون جدید بسیار موثرتر است با این شرط که همۀ ستون‌ها در آن واحد مورد استفاده باشد، در نتیجه تمام ستون در یک دسترسی به دیسک بر روی آن نوشته خواهد شد.

در عمل، معماری سطرگرا برای سامانه‌های اوال‌تی‌پی -مانند بسیار مفیدتر است چراکه باز عظیمی کاری‌ای را برای تراکنش‌های فعل و انفعالی فراهم می‌نماید. معماری ستون‌گرا برای سامانه‌های اوال‌ای‌پی -مانند مناسب است که دارای تعداد کمتری پرسش‌های بسیار پیچیده بر روی تمام داده‌هاست که گاه حجم این داده‌ها تا چندین ترابایت داده هم می‌رسد. اگرچه سامانه‌هایی ستون‌گرا برای پایگاه‌داده‌های رابطه‌ای اوال‌ای‌پی که چندین ترابایت داده که گاه تا چندین پتابایت داده را نیز مدیریت می‌کنند، مانند ترادیتا، وجود دارد.